# Ženská basketbalová liga 2023/2024
Ženská basketbalová liga 2023/2024 byl 32. ročník nejvyšší basketbalové soutěže žen v Česku. Účastnilo se jí 10 týmů ze 6 krajů. Oproti minulému ročníku byla jedna změna v týmovém složení – DSK Basketball Brandýs nahradil BK Strakonice.
První zápas se odehrál 27. září 2023.  

## Seznam týmů
- BLK Slavia Praha
- DSK Basketball Brandýs
- KARA Trutnov
- KP TANY Brno
- Levhartice Chomutov
- SBŠ Ostrava
- Slovanka
- Sokol Hradec Králové
- ZVVZ USK Praha
- Žabiny Brno

## Základní část
Základní čast trvala 4 měsíce a 29 dní. Začala 27. září 2023 a skončila 24. února 2024. Odehrálo se celkem 90 zápasů.
| Pořadí | Tým                    | Zápasy | Výhry | Prohry | Vstřelené koše | Obdržené koše | Rozdíl |
| ------ | ---------------------- | ------ | ----- | ------ | -------------- | ------------- | ------ |
| 1.     | ZVVZ USK Praha         | 18     | 18    | 0      | 1756           | 872           | +884   |
| 2.     | Žabiny Brno            | 18     | 15    | 3      | 1480           | 1147          | +333   |
| 3.     | KP TANY Brno           | 18     | 13    | 5      | 1445           | 1290          | +155   |
| 4.     | BLK Slavia Praha       | 18     | 13    | 5      | 1364           | 1345          | +19    |
| 5.     | Sokol Hradec Králové   | 18     | 8     | 10     | 1277           | 1+347         | -70    |
| 6.     | Levhartice Chomutov    | 18     | 8     | 10     | 1314           | 1328          | -14    |
| 7.     | SBŠ Ostrava            | 18     | 5     | 13     | 1213           | 1432          | -219   |
| 8.     | DSK Basketball Brandýs | 18     | 4     | 14     | 1098           | 1534          | -436   |
| 9.     | KARA Trutnov           | 18     | 3     | 15     | 1121           | 1435          | -314   |
| 10.    | Slovanka               | 18     | 3     | 15     | 1220           | 1558          | -338   |

## Zápasy play-off

### Finále
| 20. dubna 2024 | report | ZVVZ USK Praha | 68 – 51 | Žabiny Brno |  | Sportovní hala Královka, Praha Počet diváků: 298 |

| 22. dubna 2024 | report | Žabiny Brno | 71 – 69 | ZVVZ USK Praha |  | Hala Rosnička, Brno Počet diváků: 915 |

| 26. dubna 2024 | report | ZVVZ USK Praha | 83 – 61 | Žabiny Brno |  | Sportovní hala Královka, Praha Počet diváků: 631 |

| 28. dubna 2024 | Rrport | Žabiny Brno | 48 – 85 | ZVVZ USK Praha |  | Hala Rosnička, Brno Počet diváků: 1438 |

### Související stránky
- Ženská basketbalová liga
- Kooperativa NBL 2023/2024